# Lictor
Els lictors, paraula derivada del llatí ligare (lligar), eren uns oficials públics o heralds que durant el període de la República i Imperi romans, s'encarregaven d'escortar magistrats i altres alts càrrecs.
L'origen de la tradició dels lictors podria remuntar als temps de la Monarquia romana, potser adquirit dels seus veïns etruscs. Es diu que venia de lligar perquè era la persona que lligava el feix de barres amb destral que portaven quan acompanyaven als magistrats, i el que lligava les mans dels criminals (les lligava en el sentit d'impedir qualsevol atac contra el magistrat); una altra versió diu que derivava de l'etrusc lauchum (reial) probablement perquè eren els guàrdies dels antics reis etruscs, una tradició que després els romans van continuar.

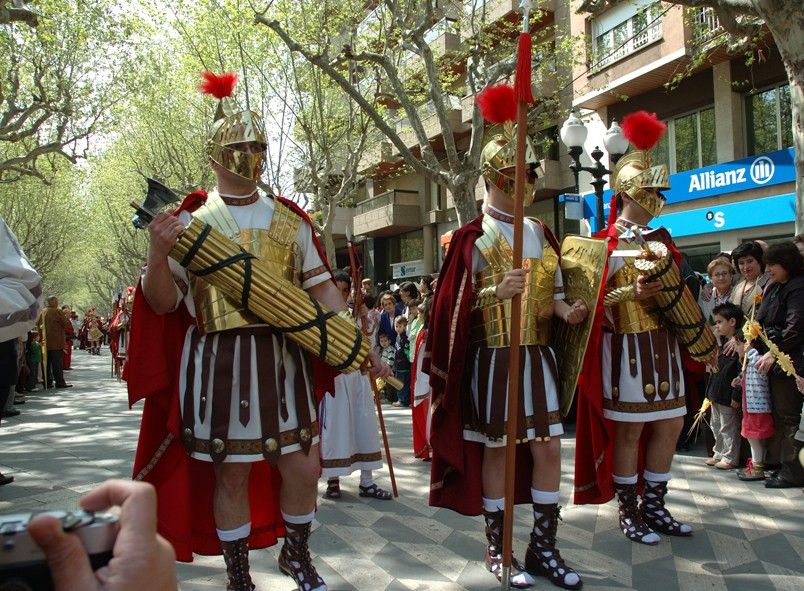
Lictor, amb el feix a les mans, durant una processó de Diumenge de Rams a Manresa (el Bages)

Segons la tradició cada un dels dotze reis d'Etrúria tenia dotze lictors. De fet no se sap que foren dotze les ciutats etrusques en algun moment. Els reis romans també en van tenir dotze. A la caiguda de la monarquia els lictors i els feixos foren el símbol dels magistrats que tenien imperium (poder executiu i poder d'interpretar el vol dels ocells); un cònsol era escortat per 12 lictors i un pretor per 6. En ocasions excepcionals s'afegia un 13è lictor. Els dictadors eren escortats per 24 lictors. Ni els questors, ni els edils ni els censors tenien dret a lictors; sí en canvi el tenien les verges vestals que s'anomenaven lictor curiatus; els governadors provincials (procònsols i propretors), tenien dret a sis lictors; els comandants de les legions a cinc i a Antic Egipte el brau sagrat Apis tenia dret a un lictor.
Les seves tasques eren diverses. Havien d'estar al costat del magistrat quan parlava a la multitud i es col·locaven a la Rostra, la plataforma des on parlaven; li obrien camí i li feien lloc al fòrum, obrien i tancaven les portes, i a més a més el protegien com un guardaespatlles quan era a casa. Podien detenir i executar ciutadans romans, mentrestant l'execució d'esclaus i d'estrangers era el càrrec del carnifex.
Un magistrat no podia entrar en una ciutat lliure amb els seus lictors, ni tampoc el podien acompanyar quan visitava un alt magistrat. Els trenta lictores curiati tenien funcions religioses i servien el pontífex màxim i els flamines. Feien alguns sacrificis davant els comicis tribunats i protegien les verges vestals. Sota l'imperi protegien les dones de la família imperial.
Per ser lictor calia ser de complexió forta i ser un home lliure. Rebia un salari per les seves funcions que era dos terços el d'un legionari.
Agrupats i organitzats en decúries (agrupacions de 10 membres), precedien els cònsols o altres magistrats, portant un plec de branques d'om o de bedoll del qual n'emergia una destral (feix), la qual cosa simbolitzava la capacitat del cònsol per a castigar i executar.
També tenien l'atribució de garantir l'ordre públic i la custòdia de presoners, funcions que avui podríem identificar amb les de "policia local".